# Eglshöf
Egelshöf ist ein Ortsteil der Stadt Rötz im Landkreis Cham des Regierungsbezirks Oberpfalz im Freistaat Bayern.

## Geografie
Egelshöf liegt auf einer 461 Meter hohen Bergkuppe, 260 Kilometer nordöstlich der Bundesstraße 22, 770 Meter westlich der Staatsstraße 2150 und 900 Meter nordöstlich von Rötz. 150 Meter westlich von Egelshöf fließt der Rötzer Bach nach Süden der Schwarzach zu.

## Geschichte
Egelshöf (auch: Eglollstorff, Egglostorf, Eglestorff, Eglaßdorff, Eglshoff) gehört zu den -dorf-Orten. Die Ortsnamenforschung kennzeichnet die auf -dorf endenden Ortsnamen als Gründungen aus dem 9. bis 12. Jahrhundert. Solche Ortsnamen treten in der Umgebung von Rötz gehäuft auf.
In einer Urkunde von 1315 betonen die Warberger ihre Zehentrechte in Egelshöf. 1331 wurde Egelshöf im Teilungszettel Heinrich XV. erwähnt.
Im Jahr 1505 wurde Egelshöf erwähnt. Im Jahr 1522 gehörten Untertanen in Egelshöf zum Kastenamt Rötz. 1522 erschien Egelshöf mit 2 Untertanen des Amtes Rötz. In einem Verzeichnis von 1588 wurden Mannschaften in Egelshöf als zur Frais Schwarzenburg gehörig aufgeführt. 1588 hatte Egelshöf 2 Höfe.
In der Steueranlage von 1630 wurde das Pflegamt Rötz in vier Viertel eingeteilt. Dabei gehörte Egelshöf zum 3. Viertel. 1630 wurden für Egelshöf 2 Höfe verzeichnet.
1808 gab es in Eglshöf 2 Anwesen.
1808 wurde die Verordnung über das allgemeine Steuerprovisorium erlassen. Mit ihr wurde das Steuerwesen in Bayern neu geordnet und es wurden Steuerdistrikte gebildet. Dabei kam Egelshöf zum Steuerdistrikt Premeischl. Der Steuerdistrikt Premeischl bestand aus den Dörfern Arnstein und Premeischl, den Weilern Berndorf und Trobelsdorf und der Einöde Eglshöf.
1820 wurden im Landgericht Waldmünchen Ruralgemeinden gebildet. Dabei kam Egelshöf zur landgerichtlichen Ruralgemeinde Berndorf. Die Gemeinde Berndorf bestand aus den beiden Dörfern Berndorf mit 12 Familien und Trobelsdorf mit 6 Familien und der Einöde Egelshöf mit 3 Familien. 1836 wurde die Vereinigung der Gemeinden Berndorf und Gmünd beantragt. Dies wurde von der Regierung nicht genehmigt. 1945 wurde die Gemeinde Berndorf mit Trobelsdorf und Egelshöf in die Stadt Rötz eingegliedert.
Egelshöf gehört zur Pfarrei Rötz. 1997 hatte Egelshöf 9 Katholiken.

## Einwohnerentwicklung ab 1820
| Jahr | Einwohner  | Gebäude |
| ---- | ---------- | ------- |
| 1820 | 3 Familien | k. A.   |
| 1838 | 27         | 2       |
| 1861 | 17         | 6       |
| 1871 | 18         | 8       |
| 1885 | 12         | 2       |
| 1900 | 22         | 2       |
| 1913 | 17         | 2       |

| Jahr | Einwohner | Gebäude |
| ---- | --------- | ------- |
| 1925 | 11        | 2       |
| 1950 | 10        | 2       |
| 1961 | 7         | 2       |
| 1970 | 11        | k. A.   |
| 1987 | 10        | 2       |
| 2011 | 5         | k. A.   |